# 13
Glej tudi: število 13
13 (XIII) je bilo navadno leto, ki se je po julijanskem koledarju začelo na nedeljo.

## Dogodki
- Tiberij opravi triumfalni pohod skozi Rim, ko se vrne iz Germanije.